# 李连祥
李连祥（？—），男，汉族，中华人民共和国政治人物。现任山东国曜琴岛律师事务所首席合伙人，山东省政协常委。第十四届全国政协委员。